# Hagelabwehr
Die Hagelabwehr umfasst Maßnahmen, mit denen auf lokaler Ebene das Auftreten von Hagel bei Unwetter mit verschiedenen Methoden der Wetterbeeinflussung verhindert oder vermindert werden soll. Auf diese Weise sollen die Landwirtschaft und Bevölkerung zum Teil vor den Schäden durch Hagelschlag bewahrt werden. Die dabei am häufigsten verwandte Methode ist das Einbringen von Silberiodid-Aceton-Gemisch in die Wolken mittels Hagelflieger und Hagelraketen.

## Ursprung und historische Methoden

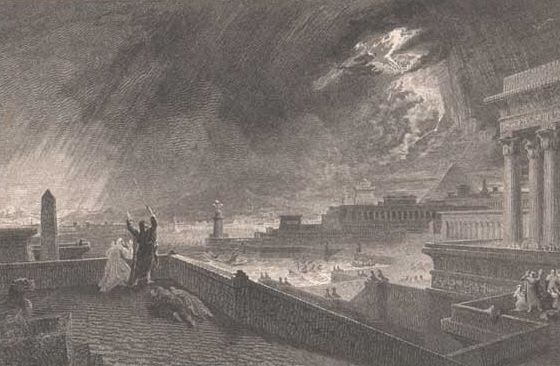
Hagel, die siebte der zehn biblischen Plagen (Kupferstich, 1828)

Den durch Hagelunwetter verursachten Schaden suchten die Menschen seit dem Altertum durch apotropäische Handlungen abzuwehren. Bereits Seneca beschreibt in seinen Naturales quaestiones fest angestellte „Hagelwächter“ in der Stadt Kleonai, die vor anstehendem Hagel warnten und die Bevölkerung zu Tier- und Blutopfern bewegten, um das Unwetter aufzuhalten.
Die christliche Kirche schrieb in ihrer Frühzeit hagelträchtige Gewitter dem Wirken von Dämonen zu, die durch Gebete, die Heilige Messe oder geweihtes Wasser zu bekämpfen seien. Als Beschwörungsritus wurden ab dem 9. Jahrhundert Kruzifix, Kreuzzeichen und Befehlsformeln eingesetzt, um die dämonischen Unwetter in die Wildnis zu bannen. Das Pergament der Seckauer Hagelbeschwörung stammt aus dem 12. Jahrhundert. Viele lokale Bräuche waren ursprünglich heidnischen Ursprungs und wurden von der Kirche nur zeitweise geduldet oder kirchlich umgedeutet, wie etwa der Opferbrauch der „Hagelrinder“, die von Dorfgemeinschaften an Klöster verschenkt wurden, um deren Beistand gegen Hagelunwetter zu erbitten. An Wegen aufgestellte Hagelkreuze sind seit dem 13. Jahrhundert bekannt, auch Hagelprozessionen und Palmstangen waren verbreitete christliche Formen der Hagelabwehr. In Europa ist seit mindestens dem 15. Jahrhundert auch die Tradition des Wetterläutens dokumentiert, das später auch durch das „Wetterschießen“ ergänzt wurde, um den Hagel mit Lärm zu vertreiben. Maria Theresia verbot diesen Brauch im 18. Jahrhundert, da „das gewölck […] endlichen dem Nachbarn mit noch größerer Gewalt auf den Hals getrieben wird“, auch in anderen Gebieten wurden im Zuge der Aufklärung solche Bräuche eingeschränkt oder verboten. Insbesondere die Verehrung von Wetterheiligen wurde aber bis ins 19. und 20. Jahrhundert vielfach praktiziert.

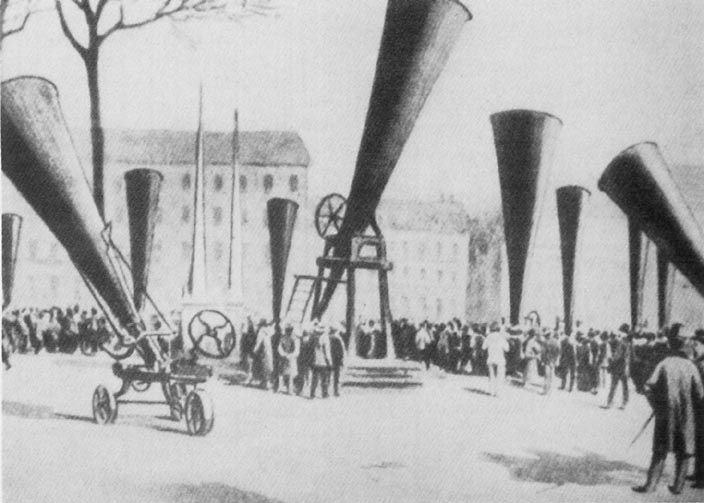
Aufnahme beim Internationalen Kongress zum Hagelschießen, 1901

Das Hagelschießen mittels Kanonen und Raketen wurde in der Aufklärung als Gegenstand der wissenschaftlichen Forschung angenommen und auf Basis der damaligen Wissensstände analysiert. So verfasste Placidus Heinrich 1788 eine Abhandlung „Über die Wirkung des Geschützes auf Gewitterwolken“, die mit damals bekannten Methoden und Kenntnissen der Wissenschaft versucht, verschiedene Methoden des Wetterschießens zu bewerten und dabei zahlreiche Berichte aus verschiedenen Teilen des Alpenraumes erfasst. Um das Jahr 1812 wollte zum Beispiel der Fürstlich Fürstenbergische Landesoberforstmeister, Germanist und berühmte Sammler Joseph von Laßberg auf der Donaueschinger Baar und am östlichen Rand des Schwarzwaldes Hagel mit Kanonenschüssen bekämpfen lassen. Versuche, Hagelschießen wurde Ende des 19. Jahrhunderts verstärkt aufgenommen. So sollen 1900 in Frankreich, Italien und Österreich-Ungarn ca. 15.000 Einrichtungen für Wetterschießen installiert gewesen sein. Insbesondere wurden nun Rußpartikel und später Silberiodid als Kristallisationskeime verschossen.

## Wolkenimpfung mit Silberiodid

### Meteorologische Grundlagen

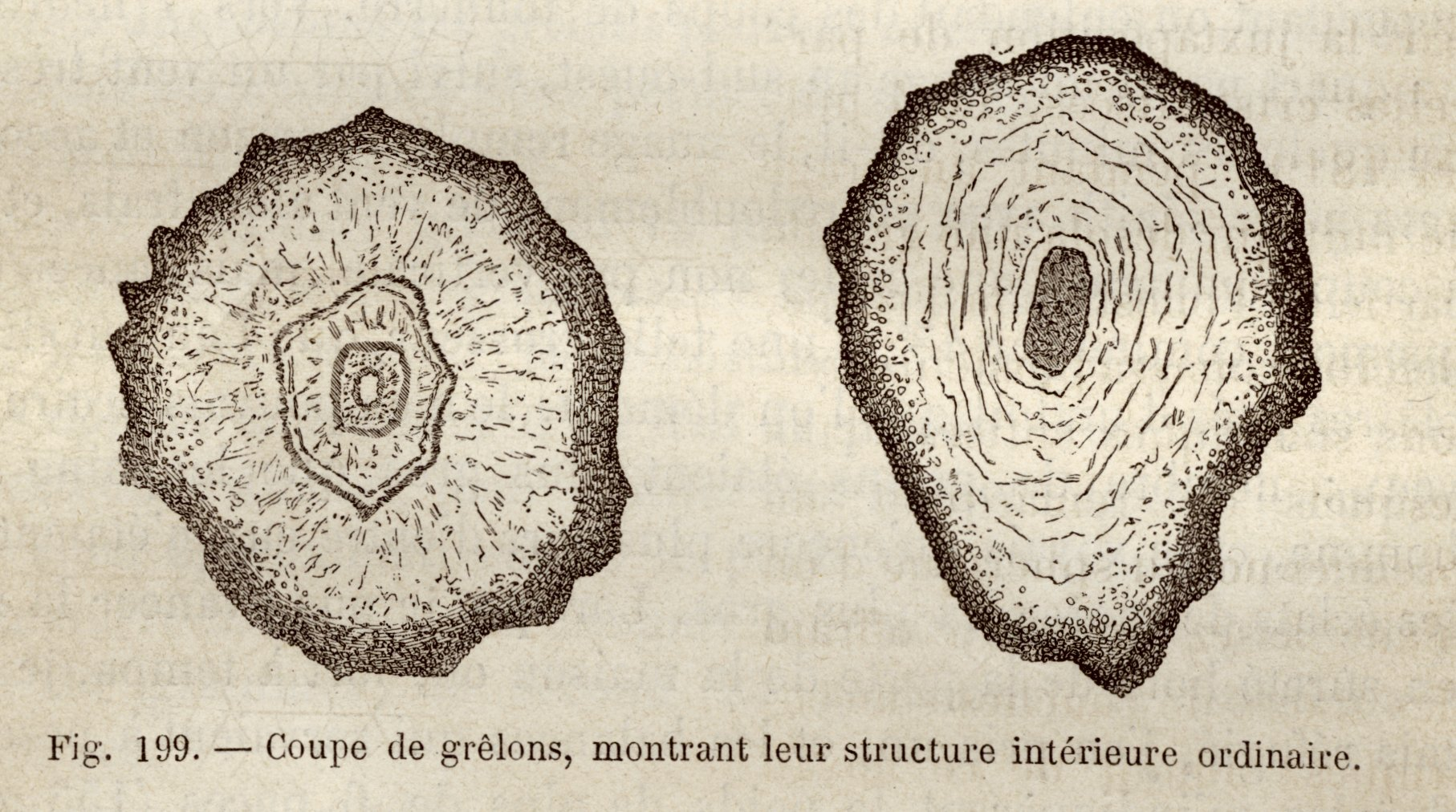
Schematischer Querschnitt durch ein Hagelkorn mit sichtbarem Kondensationskern

Hagelkörner bilden sich in wasserreichen, hochreichenden Wolken mit starken Auf- und Abwinden. Um einen Kristallisationskern lagern sich beim Zusammenstoß mit unterkühlten Wassertropfen Eisschichten an, so dass ein schalenartig aufgebautes Hagelkorn entsteht. Bei der sog. Wolkenimpfung sollen künstlich in die Wolke eingebrachte Kristallisationskeime zu einer vermehrten Bildung von Hagelkörnern führen, die dadurch kleiner bleiben und beim Aufprall weniger Schäden anrichten. Das gleiche Prinzip soll auch zur Bildung größerer Regentropfen führen, so dass es zu einem verstärkten und früheren Abregnen kommt, dadurch soll die Hagelbildung sogar gänzlich vermeidbar sein und in trockenen Gebieten die Niederschlagsmenge erhöht werden. Das Prinzip geht auf den amerikanischen Nobelpreisträger Irving Langmuir zurück, der es in den 1940er Jahren mit Vincent Schaefer und Bernard Vonnegut entwickelte.

### Bewertung der Anwendbarkeit und Effektivität

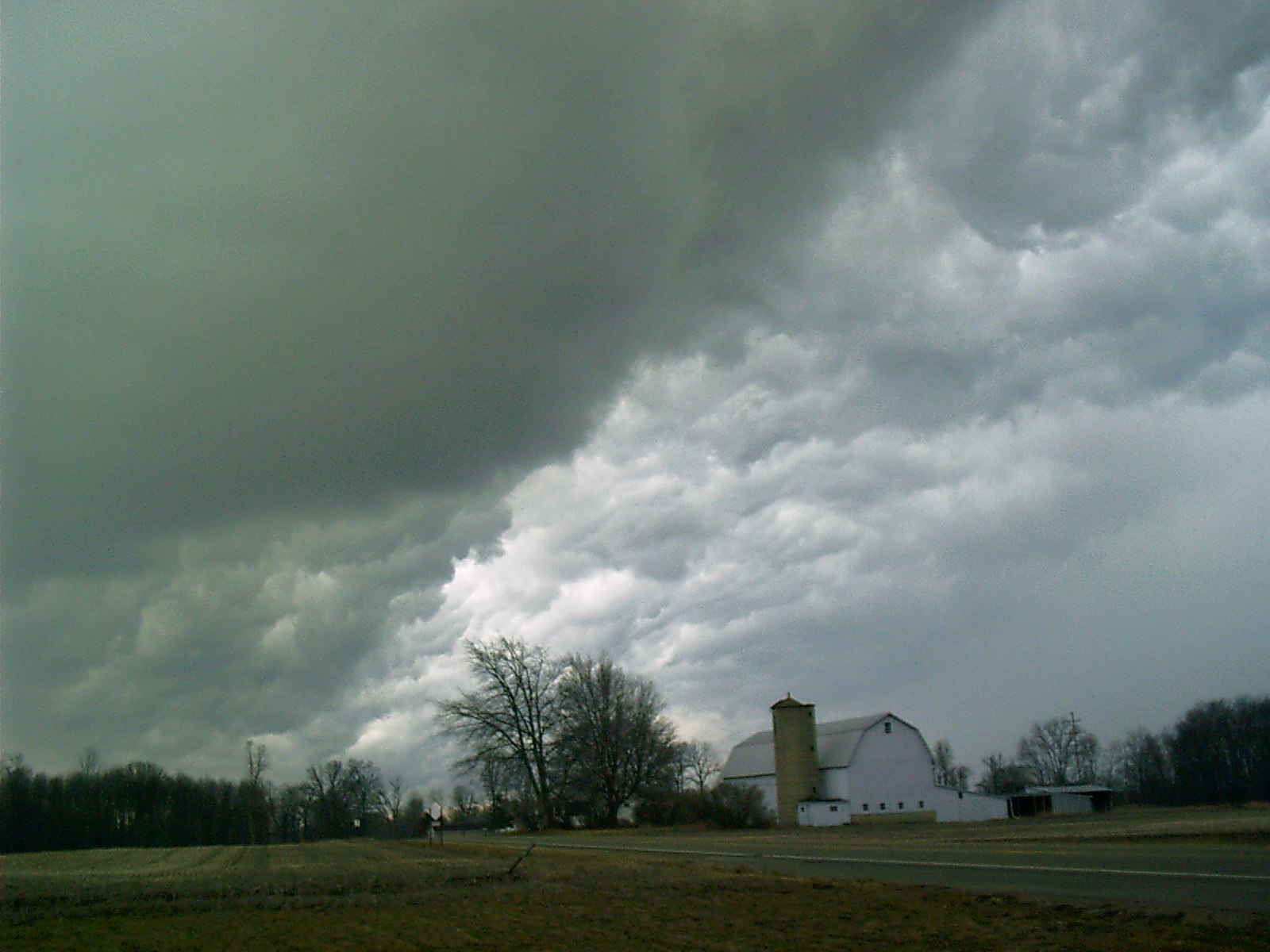
Hagelwolke mit charakteristischer grünlicher Färbung

Während ein Effekt theoretisch denkbar und begründbar ist, bestehen in der Praxis bei allen verwendeten Methoden große Probleme bei der tatsächlichen Einbringung von Silberiodid in geeignete Wolkenschichten zum richtigen Zeitpunkt, da die lokalen Wetterbedingungen stark schwanken. Wissenschaftliche Studien zur Erfolgsmessung existieren bislang nicht, aus Betriebsuntersuchungen ließen sich keine klaren Ergebnisse ableiten. Für das vermehrt gezielte Abregnen mittels Wolkenimpfung ließ sich lediglich lokal ein Effekt von 10 % Veränderung in der Niederschlagsmenge statistisch nachweisen. Israelische Studien bezweifeln eine größere Wirksamkeit der Methode. Bei größeren Gewitterwolken (ca. 3 km Durchmesser) muss selbst bei vorsichtigen Schätzungen von mindestens 2 ⋅ 1018 Tropfen ausgegangen werden, die potentiell Hagel bilden können. Bei einer angenommenen Erzeugung von 2 ⋅ 1013 Kondensationskernen pro Gramm eingesetztem Silberiodid ist selbst bei Verteilung von mehreren hundert Kilogramm der Substanz kaum von genügend Kernen auszugehen, um einen größeren Effekt zu bewirken.
Dementsprechend scheiterten häufig auch angekündigte Versuche, durch eine derartige Technik bestimmte Regenwolken zum Abregnen des Wassergehalts zu bringen (künstlicher Regen), um bestimmte Großereignisse regensicher zu machen, wie etwa die 9.-Mai-Paraden in Moskau 2005 und 2008 oder die Ankunft des olympischen Feuers in Peking. Die dabei berichteten Erfolge sind umstritten. So kündigten russische Meteorologen auch an, Regen beim G8-Gipfel in Sankt Petersburg 2006 mittels Silberiodid zu verhindern, während der Konferenz kam es jedoch zu Wolkenbrüchen. Laut Albert Waldvogel, dem ehemaligen Leiter eines Schweizer Großversuchs zur Hagelabwehr, wären hunderte von Flugzeugen und mehrere Tonnen von Silberiodid notwendig, um die gewünschte Wirkung zu erzielen.

### Hagelflugzeuge

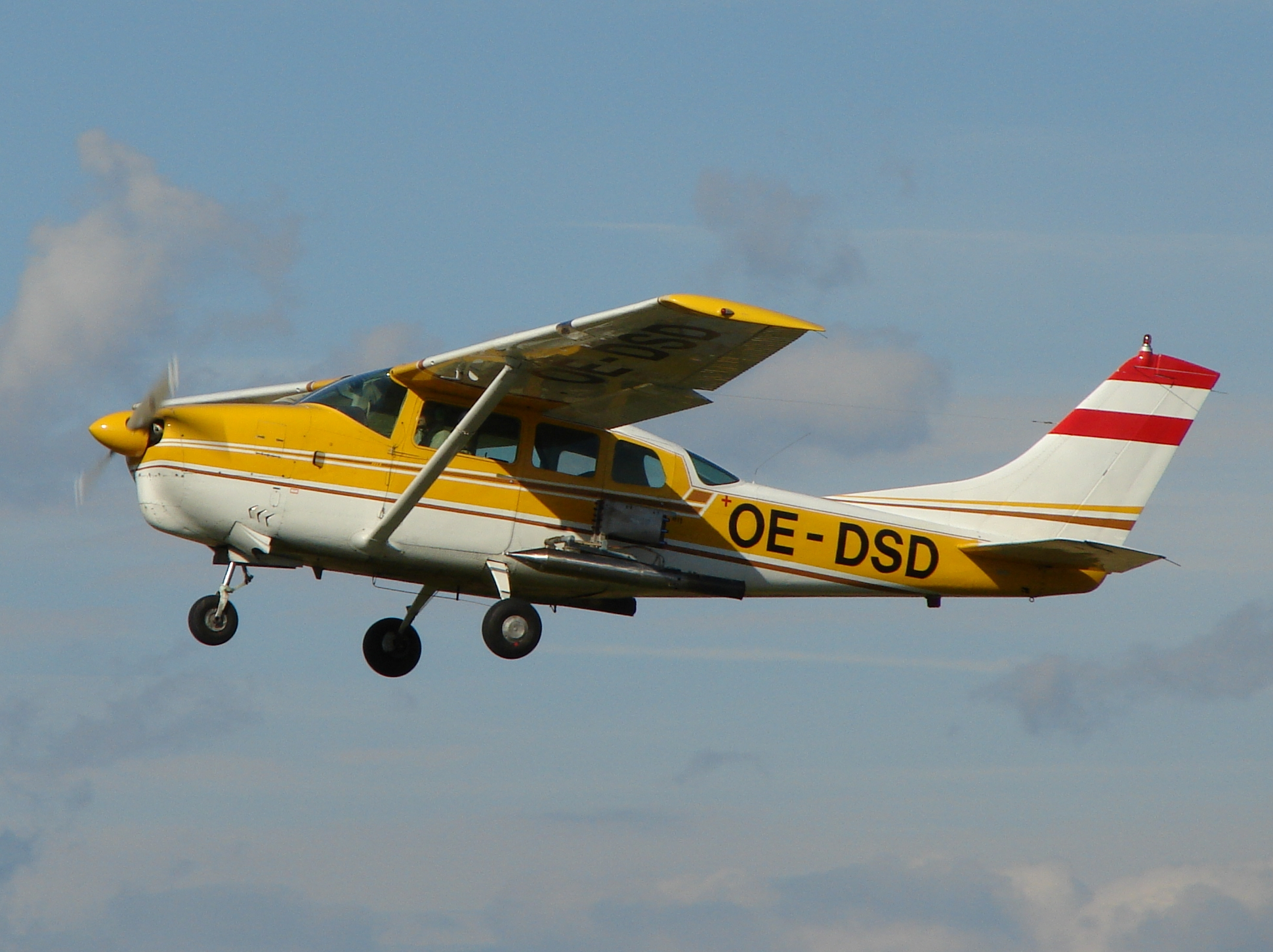
Cessna 210, umgebaut als Hagelflugzeug. Stationiert am Flugplatz Krems-Langenlois in Niederösterreich.

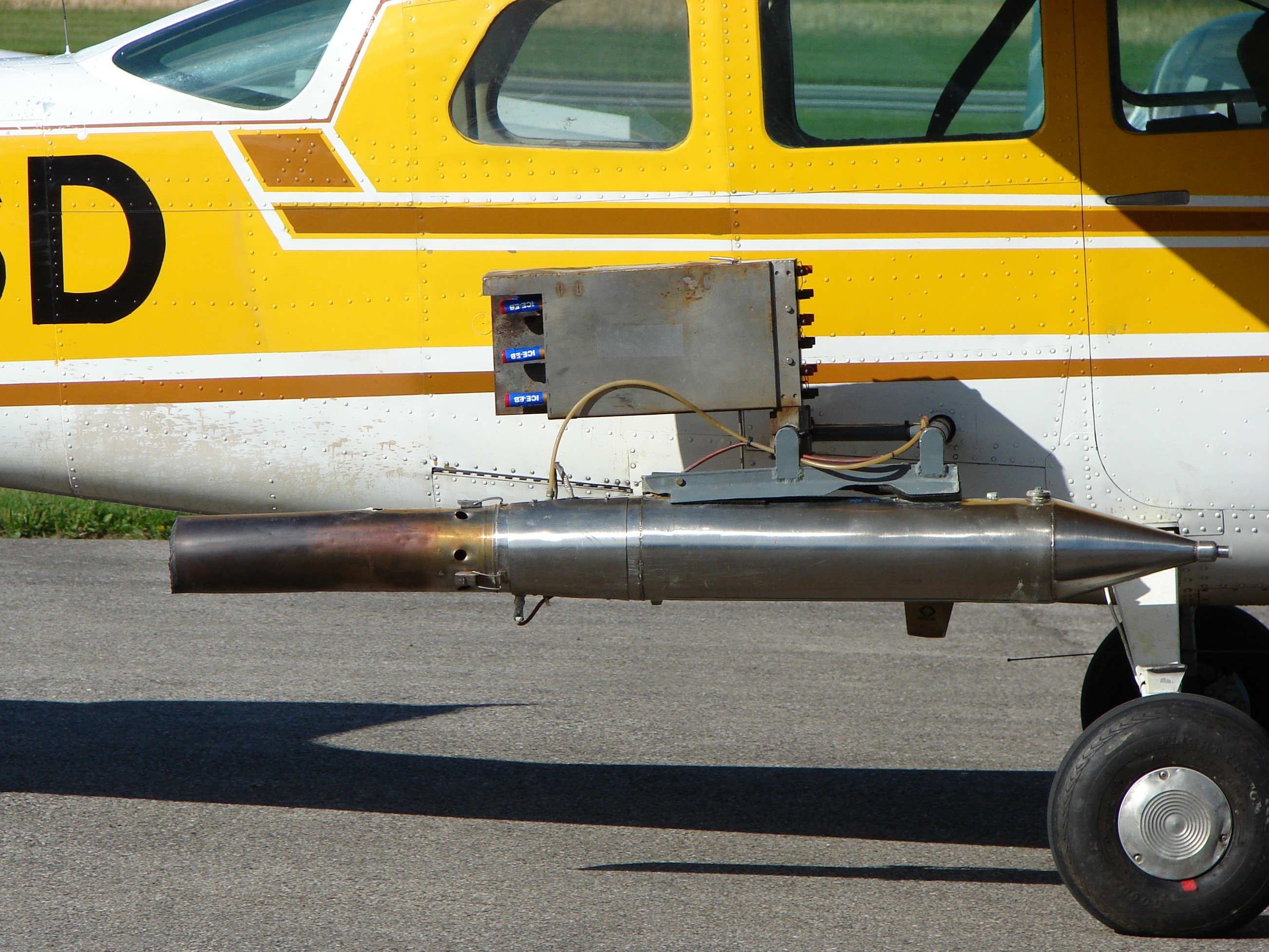
Detailansicht der Fackel-Batterie und des Silberiodid-Generators.

Hagelflugzeuge sind besonders ausgerüstete Flugzeuge, die feinste Silberiodid-Partikel unter der Wolkenbasis ausbringen. Aufwinde sollen diese Partikel dann in die Gewitterwolke transportieren. Die Partikel werden mit „Fackeln“, in denen gepresstes Schwarzpulver mit ca. 7 % Silberiodid-Anteil enthalten ist, oder durch Verbrennen einer Silberiodid-Aceton-Lösung in speziellen Generatoren erzeugt.
Die Mehrheit der deutschen Meteorologen bezweifelt die Wirksamkeit der Methode, für die bislang kein Nachweis erbracht werden konnte. So wurde von der österreichischen Zentralanstalt für Meteorologie und Geodynamik zwischen 1981 und 2000 eine langfristige Studie durchgeführt. Die Auswertungen zeigen zwar teilweise eine Hagelschadensminderung um bis zu 40 %, jedoch standen keine Daten von unbeeinflussten Regionen als Vergleichswert zur Verfügung. Eine vom Deutschen Zentrum für Luft- und Raumfahrt durchgeführte sechsjährige Studie mit bayerischen Hagelflugzeugen kam 1993 zu dem Schluss, ein Effekt sei wissenschaftlich nicht nachweisbar. Eine durch die ETH Zürich mit US-Wissenschaftlern in den 1980er Jahren durchgeführte Untersuchung kam zu dem Schluss, die Methode „funktionierte nicht“.

#### Einsatz in Deutschland
In Deutschland betreiben die bayerischen Landkreise Rosenheim, Traunstein und Miesbach gemeinsam Hagelflugzeuge, die am Flugplatz Vogtareuth stationiert sind. Die jährlichen Kosten von 200.000 Euro werden geteilt, betrieben wird die Staffel jedoch vom Landkreis Rosenheim. Die Staffel besteht aus zwei zweimotorigen Flugzeugen, die mit einer Lösung aus Silberiodid und Aceton arbeiten. Der Rems-Murr-Kreis und der Schwarzwald-Baar-Kreis in Baden-Württemberg unterhalten ebenfalls jeweils zwei entsprechend ausgerüstete Flugzeuge. Im Ortenaukreis ist ein Verein Träger eines Hagelflugzeugs. In Rheinland-Pfalz werden zwei Hagelflugzeuge von einem Verein mit Sitz in Neustadt an der Weinstraße eingesetzt. Einsatzgebiet ist die Vorder- und Südpfalz. Auch am Stuttgarter Flughafen sind Maschinen stationiert, die nicht nur in der Landwirtschaft eingesetzt werden, sondern auch zum Schutz vor Hagelschäden an den zur Auslieferung bereitstehenden Autos der Mercedes-Benz-Werke dienen sollen. Diese fünf Hagelflugzeuge verursachen jährliche Kosten von etwa 350.000 Euro.

#### Einsatz in der Schweiz
Im August 2018 startete der Versicherungskonzern Baloise das Projekt Hagelflieger. Das Hagelflugzeug wurde auf dem Flugplatz Birrfeld stationiert. 2024 wurde das Projekt eingestellt, da nicht deutlich genug nachgewiesen werden konnte, dass der Einsatz etwas bringt.

### Hagelraketen und Hagelschießen
Neben den Hagelflugzeugen werden auch Raketen eingesetzt, um Kondensationskeime in potentielle Hagelwolken einzubringen. Diese Technik geht zurück bis ins 18. Jahrhundert, wobei damals noch die Wucht der Detonation dazu dienen sollte, die Wolken zu zerstreuen. Diese Methoden erwiesen sich in den dazu durchgeführten Studien als unwirksam, wurden aber dennoch bis weit ins 20. Jahrhundert durchgeführt. Seit Ende der 1940er Jahre enthalten Hagelraketen Silberiodid, das bei der Explosion der Rakete freigesetzt wird, die Raketen erreichten je nach Modell Flughöhen von 1.500 m bis 14.000 m. In Deutschland wurde das Hagelschießen 1933 verboten, durch das Wiederbewaffnungsverbot war eine Wiederaufnahme mit den neuen Silberiodid-Raketen nach dem Krieg stark erschwert. Im Inntal wurden in den 1950er Jahren nach dem Vorbild der Schweizer Hagelabwehr entsprechende Programme gestartet, obwohl Schweizer Studien keine signifikante Wirkung der Hagelabwehr durch Raketenbeschuss festgestellt hatten. In der Schweiz wurden die Raketenversuche weitergeführt, die Effektivität der Maßnahmen blieb jedoch auch dort umstritten. Nach Expertenmeinung wären Hunderttausende Raketen notwendig, um die gewünschte Wirkung zu erzielen. In letzter Zeit sank die Zahl der Hagelschützen, 2006 schossen in der Schweiz ca. 1400 Hagelschützen – welche obligatorische Prüfungen und Wiederholungskurse ablegten – jährlich insgesamt 2500 Hagelraketen ab. Die Schützen waren noch bis Ende 2019 in der Schweizerischen Vereinigung für Hagelbekämpfung (SVH) organisiert. Die 1951 gegründete Vereinigung wurde aufgelöst, da sich 2017 zwei der drei letzten verbliebenen Teilverbände aufgelöst hatten, darunter der bernisch-solothurnische Hagelabwehrverband. Der Hagelabwehrverband Mittelland-Emmental wurde indes bereits Ende 2016 aufgelöst. Heute existieren nur noch der Hagelabwehrverband Ostschweiz (HAVOS) und ein Verband in der Westschweiz. Auch in Rumänien wurden Raketen zur Hagelabwehr eingesetzt, die von Raketenwerfern aus gestartet wurden, wie das niederländische Ministerium für Landwirtschaft, Fischerei, Ernährungssicherheit und Natur im Jahre 2018 bekannt gab.

## Hagelkanonen

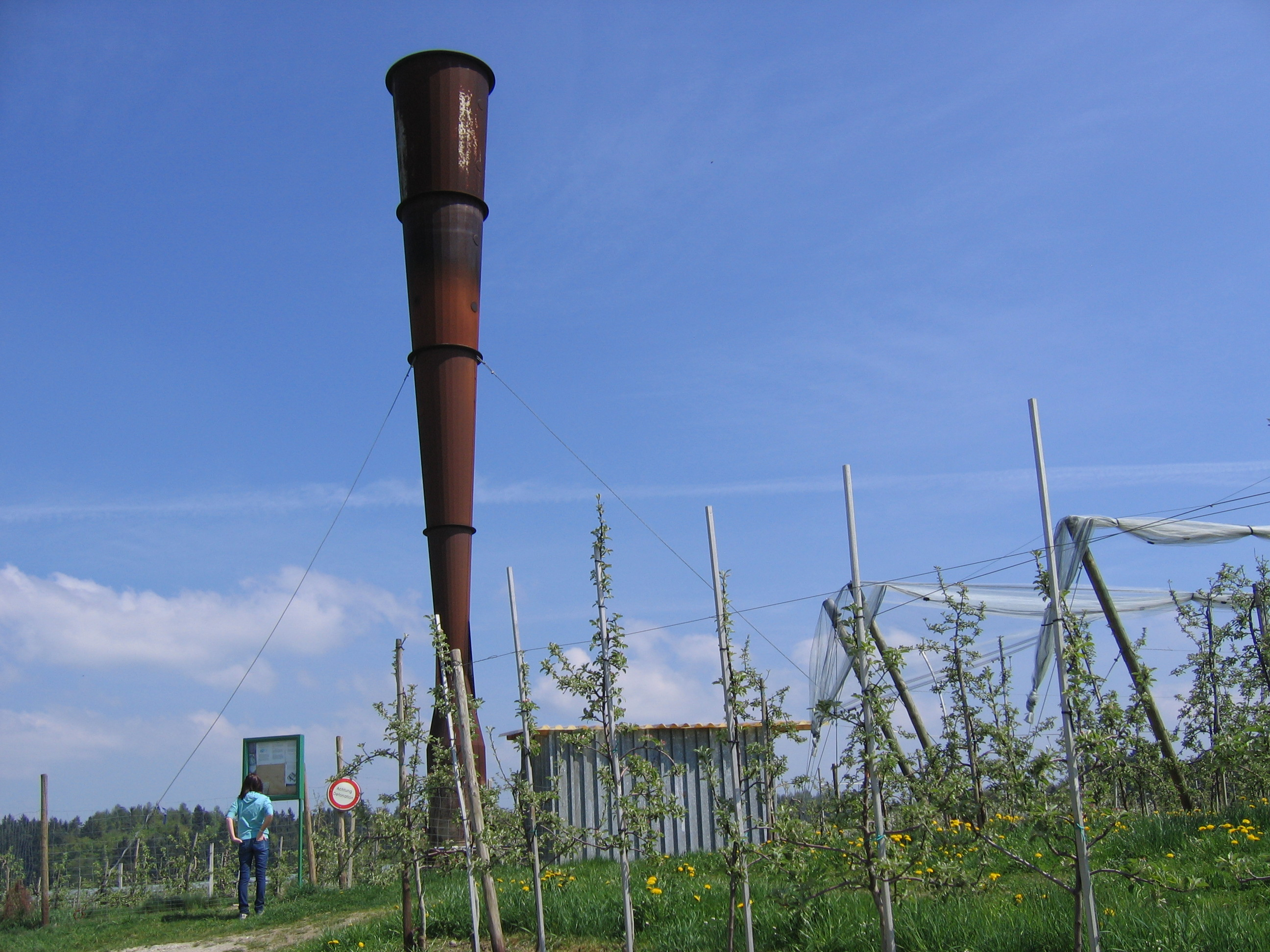
Hagelkanone in Baden-Württemberg am Weg zwischen Poppis und Riedensweiler

Wie Hagelraketen dienten auch Hagelkanonen bis zum Anfang des 20. Jahrhunderts dem Beschuss von Gewitterwolken mit normalen Geschossen. In neuerer Zeit wurden dagegen Schallkanonen entwickelt, die sich auf einen anderen potentiellen Wirkmechanismus berufen. Die mittels Propangasexplosionen erzeugten Schallwellen sollen die Luftschichten durchmengen und verhindern, dass sich Eis an Schmutzpartikeln bilden kann, und bewirken, dass stattdessen Regen niedergeht. Die American Society of Civil Engineers hält Hagelkanonen für wirkungslos, die Geräte erzeugten keine Frequenzen, die nicht auch (in größerem Maße) durch natürlichen Donner erzeugt würden, die Reichweite der Schallwellen sei außerdem zu gering, um Einfluss auf die Bildung von Hagelkörnern zu haben.

## Passive Maßnahmen

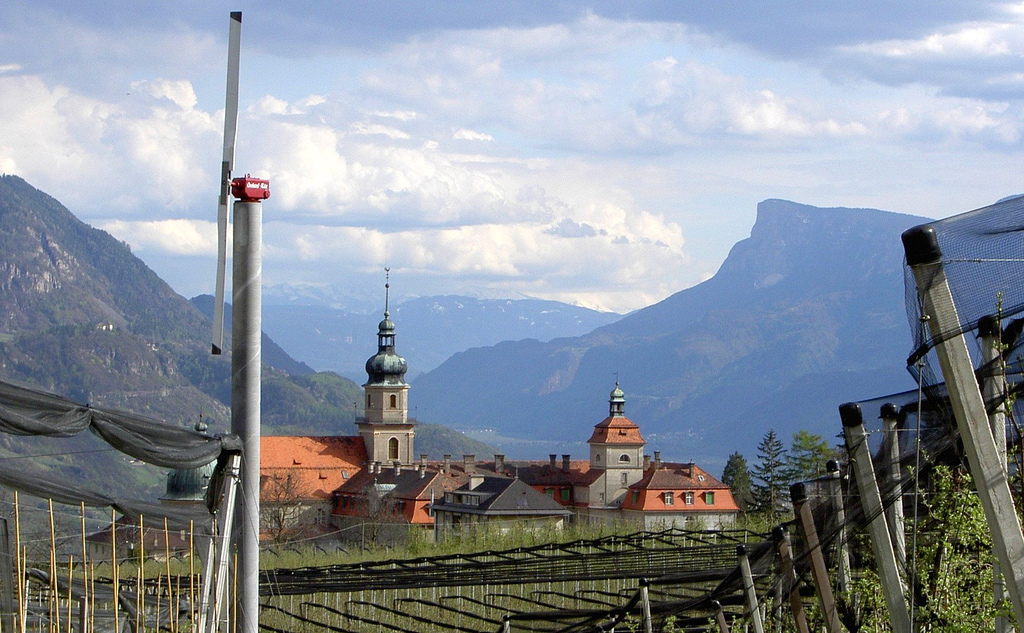
Hagelschutznetze vor dem Johanneum in Dorf Tirol

Als passive Methode der Hagelabwehr werden Hagelschutznetze eingesetzt, die den durch Hagelschlag bedingten Schaden an Gebäuden und Gegenständen verhindern können. Für den allgemeinen Einsatz zum Schutz landwirtschaftlicher Flächen kommen solche Netze aber auf Grund der Flächengröße und der damit verbundenen Kosten sowie des Aufwands kaum in Frage. Die Netze werden in Giebeldachform über die Pflanzen gespannt und lassen die Hagelkörner im Traufebereich herabfallen; sie bestehen aus Polyethylen (PE). PVC hingegen hat sich nicht bewährt, da unter UV-Einfluss Chlorwasserstoff abgespalten wird, wodurch der Kunststoff versprödet. Die Haltbarkeit der Netze liegt bei fünf bis acht Jahren, abhängig von Beimischungen (Pigmente, Rußbeimengungen, UV-Stabilisatoren).
Weiterer Vorteil von Hagelschutznetzen ist ein möglicher Schutz vor Sonnenbrandschäden an den Früchten. Nachteilig kann die Reduzierung des Lichtangebots wirken, die zur schlechteren Farbausbildung bei Früchten und Reifeverzögerung führen kann, falls die Netze permanent aufgespannt sind und dies nicht nur bei drohendem Hagelschlag werden.